# Windows Mail
Windows Mail — клієнт електронної пошти та груп новин, що входить до операційної системи Windows Vista. Є наступником Outlook Express. Microsoft анонсувала його на «Chanel 9» 10 жовтня 2005 року.
На відміну від Outlook Express, програма Windows Mail не вважається компонентом Internet Explorer. Тому вона не була розроблена для версій Windows до Vista, як, наприклад, Internet Explorer 7, який доступний для Windows XP. Windows Mail також відсутня у Windows Server 2008 за замовчуванням.

## Характеристики
Хоча інтерфейс Windows Mail має незначні відмінності від інтерфейсу Outlook Express (наприклад, значки на панелі інструментів замінені на такі, що більше відповідають інтерфейсу Windows Vista; додано деякі вбудовані функції Outlook 2003, такі як права «панель читання»), основні зміни користувачеві не видно:
- повідомлення електронної пошти тепер зберігаються в окремих файлах, а не в одній базі даних. Індекс транзакцій бази даних дозволяє здійснювати пошук у реальному часі та покращує стабільність та надійність збережених даних. У разі пошкодження індекси можуть бути відновлені з файлів повідомлень;
- інформація про обліковий запис не повністю зберігається в реєстрі. Натомість вона зберігається поряд із самою поштою, завдяки чому можна одним простим кроком скопіювати всю конфігурацію Windows Mail та збережені повідомлення в іншу систему;
- додані такі функції, як фільтрація спаму Bayesial, домен верхнього рівня та блокування шифрування;
- вбудований антифішинг-фільтр, для захисту користувачів від вебсайтів, які визнані зловмисними або шахрайськими;
- додано Групи довідки Microsoft, попередньо налаштоване посилання на групи новин Microsoft. Додаткова функціональність була розміщена у верхній частині стандартної функціональності групи новин, що дозволяє позначити окремі ланцюжки як запитання («question») або як відповідь на запитання («answered questin»). Публікації також можуть бути оцінені.

## Вилучені функції
Є деякі функції, яких немає у Windows Mail, але які були присутні в Outlook Express:
- немає WebDAV;
- Windows Mail не інтегрується з Windows Messenger.